# Brslenka
Brslenka (na horním toku též Čáslavka) je levostranný a celkově největší přítok řeky Doubravy tekoucí v okresech Havlíčkův Brod a Kutná Hora. Délka toku činí 31,4 km a plocha jejího povodí měří 100,8 km². Je to největší vodní tok protékající Čáslaví.

## Průběh toku
Pramení zhruba 0,5 km jižně od osady Kobylí Hlava v okrese Havlíčkův Brod v nadmořské výšce 482 m. Po celé své délce teče převážně severním směrem. Nejprve protéká výše zmíněnou vsí a níže po proudu malou osadou, která se nazývá Dolík. Pod Dolíkem si Brslenka razí cestu hlubokým zalesněným údolím, kde její tok podtéká železniční trať (Praha -) Kolín - Havlíčkův Brod (trať 230). Po opuštění lesa se údolí otevírá a říčka protéká obcí Podmoky, pod níž ji posiluje zprava Římovický potok a zleva Kamenecký potok. Dále pokračuje přes Bratčice, kde napájí Pastušský rybník a rybník Lázeňka.
Od Bratčic krátce směřuje na severozápad, protéká východním okrajem Adamova a obrací se opět na sever k obci Tupadly. Cestou napájí rybníky Pilský a Tovární a severně od Tupadel rybník Dubí. Odtud dále proudí přes Drobovice k městu Čáslav. Zde napájí Podměstský rybník, který je spolu s kostelem sv. Petra a Pavla výraznou dominantou města. Po opuštění Čáslavi teče říčka v blízkosti vojenského letiště v Chotusicích, kde sídlí 21. základna taktického letectva Armády České republiky. Dále po proudu teče mezi Rohozcem a Žehušicemi, severně od nichž se vlévá zleva do Doubravy v nadmořské výšce 204 m.

### Větší přítoky
Největším přítokem Brslenky co se délky toku a plochy povodí týče je Koudelovský potok.
- Kamenecký potok je levostranný přítok jehož délka činí 3,7 km.[3] Pramení v lesích západně od Podmok. Do Brslenky se vlévá na jejím 21,6 říčním kilometru[3] nad ústím Římovického potoka v nadmořské výšce okolo 315 m.
- Římovický potok, zprava, ř. km 21,6[3]
- Kozohlodský potok je levostranný přítok jehož délka činí 2,5 km.[4] Pramení v lesích mezi Podmoky a Přibyslavicemi v nadmořské výšce okolo 390 m. Do Brslenky se vlévá na jejím 19,4 říčním kilometru[4] v Bratčicích.
- Bratčický potok je levostranný přítok jehož délka činí 1,7 km.[4] Pramení při východním okraji Přibyslavic v nadmořské výšce 370 m. Do Brslenky se vlévá na jejím 18,8 říčním kilometru[4] na západním okraji Bratčic.
- Stroupínovský potok je levostranný přítok jehož délka činí 2,9 km.[4] Pramení severozápadně od Přibyslavic v nadmořské výšce okolo 375 m. Potok směřuje převážně na sever. Do Brslenky (Tovární rybník) se vlévá na jejím 16,7 říčním kilometru[4] jižně od Tupadel.
- Tupadelský potok je levostranný přítok jehož délka činí 4,5 km.[4] Teče převážně severním až severovýchodním směrem. Napájí rybníky Množil, Rubínek, Matýsek, Bačov, Tupadelský rybník a několik dalších menších rybníků. Do Brslenky se vlévá na jejím 15,7 říčním kilometru[4] severně od Tupadel v nadmořské výšce okolo 270 m.
- Potěžský potok je pravostranný přítok jehož délka činí 1,7 km.[5] Pramení východně od Potěh v nadmořské výšce okolo 290 m. Teče převážně severním až severozápadním směrem k Drobovicím, kde se vlévá do Brslenky na jejím 14,0 říčním kilometru.[5]
- Hlubocký potok (nazývaný též Hluboký potok), zleva, ř. km 11,7[5]
- Žákovský potok, zleva, ř. km 10,4[5]
- Koudelovský potok, zprava, ř. km 6,1[6]

### Rybníky
Vodní nádrže v povodí Brslenky podle rozlohy:
| název vodní nádrže  | vodní tok                      | rozloha (ha) | celkový objem (tis. m³) | retenční objem (tis. m³) | okres          |  |
| ------------------- | ------------------------------ | ------------ | ----------------------- | ------------------------ | -------------- |  |
| Pastušský rybník    | Brslenka (Čáslavka)            | 5,0          | 23                      | 23                       | Kutná Hora     |  |
| Podměstský rybník   | Brslenka                       | 4,9          | 130                     | 25                       | Kutná Hora     |  |
| Nový rybník         | Římovický potok                | 4,9          | 80                      | 20                       | Havlíčkův Brod |  |
| Dubí                | Brslenka (Čáslavka)            | 4,6          | 97                      | 8                        | Kutná Hora     |  |
| Měděnice (Rezkovec) | Žákovský potok                 | 3,4          | 15                      | 5                        | Kutná Hora     |  |
| Homolka             | Hlubocký potok (Hluboký potok) | 2,6          | 15                      | 8                        | Kutná Hora     |  |
| Přelívačný rybník   | Římovický potok                | 2,1          | 30                      | 10                       | Havlíčkův Brod |  |
| Rousín (Rousínov)   | Brslenka (Čáslavka)            | 2,1          | 15                      | 5                        | Havlíčkův Brod |  |
| Jirsák              | Hlubocký potok (Hluboký potok) | 1,8          | 15                      | 8                        | Kutná Hora     |  |
| Množil              | Tupadelský potok               | 1,5          | 20                      | 10                       | Kutná Hora     |  |
| Lázeňka             | Brslenka (Čáslavka)            | 1,5          | 10                      | 9                        | Kutná Hora     |  |
| Trubný rybník       | Hlubocký potok (Hluboký potok) | 1,2          | 10                      | 5                        | Kutná Hora     |  |
| Tovární rybník      | Brslenka (Čáslavka)            | 1,1          | 20                      | 9                        | Kutná Hora     |  |
| Rubínek             | Tupadelský potok               | 1,0          | 13                      | 7                        | Kutná Hora     |  |

## Vodní režim
Průměrný průtok u ústí činí 0,28 m³/s.

## Mlýny
Mlýny jsou seřazeny po směru toku potoka.
- Pernerův mlýn – Bratčice, okres Kutná Hora
- Podměstský mlýn – Čáslav-Nové Město čp. 76, okres Kutná Hora